# Los Bunkers
Los Bunkers es una banda de rock chilena oriunda de Concepción, activa de 1999 a 2014, y del 2022 al presente, con una breve reunión en 2019. El grupo estuvo compuesto la mayor parte de su historia por los hermanos Francisco (voz, guitarra, teclados) y Mauricio Durán (guitarra), Álvaro (voz, guitarra) y Gonzalo López (bajo), y Mauricio Basualto (batería).
Se les suele considerar una de las bandas más importantes y exitosas de la música popular chilena. En un inicio destacaron por su «chilenización» del rock clásico, que fusionó el estilo de grupos de la «invasión británica» con el de coterraneos penquistas, como Los Tres y Santos Dumont, y artistas de
música folclórica, esencialmente de la nueva canción chilena. Ya en sus trabajos posteriores el grupo incorporó diversos elementos de géneros como el Britpop, la electrónica y la psicodelia.
En marzo de 2014, después de más de 300 conciertos por Chile, México, Estados Unidos, Colombia, Venezuela, Ecuador y Perú; la banda se separaría en un «receso indefinido» para que los integrantes del grupo pudieran alistar sus propios proyectos musicales y personales, tras esto, Mauricio Basualto asumiría como baterista del cantautor chileno Manuel García, mientras los dos bloques del grupo iniciarían proyectos pop y rock independientes; los hermanos López, formarían la banda homónima, mientras que los hermanos Durán colaborarían con Los Santos Dumont y Los Ángeles Negros, para más tarde formar Lanza Internacional y junto a otros artistas de renombre el supergrupo Pillanes.
Invitados por agrupaciones de Derechos Humanos, y en apoyo al estallido social, Los Bunkers regresaron de manera sorpresiva para ofrecer dos shows completamente gratuitos los días 13 y 14 de diciembre de mismo año, en Plaza Baquedano (Santiago) y la Universidad de Concepción respectivamente. El anuncio lo hicieron apenas un día antes en su cuenta de Instagram, con una misteriosa cuenta regresiva y la foto de la Plaza Baquedano en donde también se presentó la histórica agrupación Inti Illimani. Sin embargo, los miembros de Los Bunkers se negaron a hablar con la prensa los días antes, durante y después de susodichos conciertos, y descartaron de plano cualquier reactivación definitiva de la banda. De modo que aquel retorno fue un pequeño paréntesis. En mayo de 2022, anunciaron su regreso para marzo de 2023 con dos conciertos en Santiago de Chile, en el Estadio Santa Laura, a lo que luego se le sumó un tercer concierto en la ciudad de Concepción, a realizarse en el Estadio Ester Roa Rebolledo. 
El regreso de la banda se materializó con una extensa gira que llevó por nombre "Ven Aquí", la cual recorrió parte de Chile, México, España y Latinoamérica, logrando reunir más de un millón doscientos mil espectadores, siendo el retorno más exitoso en la historia de la música chilena. A lo anterior se suman los millones de reproducciones en plataformas digitales, ser la agrupación más tocada en radios durante el 2023 según datos otorgados por la SCD y ser la segunda banda chilena que logró repletar el principal recinto deportivo del país, el Estadio Nacional Julio Martínez Pradanos dos veces consecutivas, hazaña sólo conseguida por Los Prisioneros en sus conciertos de regreso el año 2001.
Han sido reconocidos y galardonados por diversos medios; en 2006 la revista norteamericana Al borde ubicó a su tercer álbum La culpa (2003) entre «Los 250 álbumes más importantes del rock iberoamericano», y su canción «Miño» (Canción de lejos, 2002) entre «Las 500 canciones más importantes del rock iberoamericano». En 2008 la edición chilena de la revista Rolling Stone ubicó su cuarto álbum Vida de Perros (2005) en el número 26 de Los 50 mejores discos chilenos. En 2012 el diario chileno La Tercera nombraría a Los Bunkers como el mejor grupo nacional del siglo XXI, llegando a ser reconocidos también con tres Copihue de Oro (voto popular), dos APES (periodistas) y un Altazor (pares), siendo además nombrados en agosto del 2013 «embajadores culturales» de su ciudad natal por el alcalde Álvaro Ortiz. Internacionalmente recibirían nominaciones a premios como el Grammy Latino, MTV Latinoamérica y Lo Nuestro. Su álbum tributo a Silvio Rodríguez, Música libre, es el quinto álbum chileno más vendido en formato físico durante el siglo XXI.

## Historia

### 1996-1999: antecedentes y formación
En 1996, Álvaro López conoció a Francisco Durán durante una audición del taller de música de su escuela, el Colegio Salesiano de Concepción, y lo invitó a formar parte del grupo que tenía junto a su hermano menor, Gonzalo López, y el baterista Alejandro Silva.
Los otros dos miembros de Los Bunkers, (Mauricio Durán y Mauricio Basualto) se encuentran en la Escuela de Periodismo de la Universidad de Concepción, formando parte de un grupo que tocaba temas de The Beatles, llamado Los Biotles. Otro proyecto fue Grass, un cuarteto que integraron Basualto, M. Durán, Pedro Araneda (también bajista de Pettinellis) y Cristian «Coyote» López. En el invierno de 1999 se creó la banda Los Bunkers, con Álvaro López en voz solista y guitarra acústica, Gonzalo López en bajo, Francisco y Mauricio Durán en guitarras y coros; y Manuel Lagos (baterista de la época de adolescencia de Álvaro y Francisco en el Colegio Salesiano)
Ya en esa época se interesaban por la composición. Es así, como en los primeros conciertos se escuchan canciones como «Fantasías Animadas de Ayer y Hoy», «Buscando Cuadros», «No Sé», «Jamás» y «Entre mis brazos», que formarían parte de su disco debut. Junto con ello, interpretan versiones de temas de The Kinks, The Beatles, The Who, Jimi Hendrix, Cream, The Byrds, David Bowie, Bob Dylan, y un largo etcétera.
El debut se produce en la Universidad Técnica Federico Santa María de Talcahuano, y su continuo circuito de conciertos entre 1999 y 2000 hace que la prensa local comience a notar su actividad y destaque sus talentos.

### Viaje a Santiago y primer álbum (2000-2002)
Con cierta fama local, el grupo decide emigrar a Santiago en febrero de 2000, esperando ampliar su circuito de presentaciones y encontrar mejores lugares para mostrar su repertorio. Manuel Lagos deja la banda y se queda en Concepción, y es reemplazado por Mauricio Basualto quien, en marzo del mismo año, se haría cargo de la batería. Esta sería la formación definitiva de la banda.
Su debut en la capital se produjo el 5 de abril en el Tomm Pub. La recepción por parte de los capitalinos es favorable; el grupo continúa tocando con buenos resultados en varios locales de la ciudad. Entretanto, grabaron un primer EP promocional de seis canciones, titulado «Jamás», editado de manera independiente y vendido por la banda en cada uno de sus conciertos. En julio de 2000, y en el tiempo récord de dos días y medio, registraron su primer álbum completo, titulado Los Bunkers, del cual se extrae el sencillo «El Detenido», que es promocionado por la radio Rock & Pop. En octubre del mismo año, grabaron el programa promocional Raras Tocatas Nuevas en la misma radio, en el cual tocan sus temas en vivo. Gracias a su popularidad creciente, firman contrato con el sello Big Sur, que reeditó el disco con un bonus track (el tema «El Derecho de Vivir en Paz», cover del legendario cantautor chileno Víctor Jara), grabado en la sesión radial.

### Canción de lejosy el ascenso (2002-2003)
Durante el mismo 2001, colaboran con Álvaro Henríquez en el tributo a Violeta Parra (Después de Vivir un Siglo), interpretando un arreglo de «Gracias a la Vida»; además de participar en la Yein Fonda II y continuar con su circuito de tocatas por todo el país. El mismo Álvaro Henríquez produciría el año siguiente el segundo álbum de la banda, Canción de lejos, editado por la multinacional Sony Music Chile. Miño, su primer sencillo promocional (lanzado en abril de 2002), contiene una profunda temática social, haciendo referencia a la inmolación de Eduardo Miño frente al Palacio de La Moneda en noviembre de 2001. El tema es uno de los más grandes éxitos en la historia de la banda, dando pie a que el nuevo disco reciba una calurosa acogida por parte del público y los fanes. Su fama se acrecienta con los nuevos sencillos, «Las cosas que cambié y dejé por ti», «Pobre Corazón» y «Canción de Lejos». En octubre de 2002 reciben dos nominaciones a los Premios MTV, y en diciembre ganan el Premio APES como «Grupo del Año»; además, reciben una nominación para los premios Altazor.
Las actuaciones en vivo se suceden en importancia y gravitación. El 6 de septiembre de 2003 tocan junto con Claudio Parra, pianista de Los Jaivas, en el encuentro musical Salvador Allende: El Sueño Existe, a 30 años del Golpe Militar. Ese mismo mes, y en su edición aniversario, la revista El Sábado de El Mercurio nombra a la banda como «uno de los 100 líderes del año».

### La Culpay el crecimiento (2003-2005)
En este clima sale al mercado La Culpa, tercer disco de la banda y el primero auto-producido, que cuenta con la colaboración del ingeniero Gonzalo González y Carlos Cabezas de Los Jaivas en quenas. El álbum, que rescata cierta nostalgia por la época de la Nueva Canción Chilena, incluye instrumentos de raíz folclórica, además de por primera vez incluir sintetizadores y sonidos algo más experimentales, mostrando al grupo en constante evolución. El sencillo «No Me Hables de Sufrir» sonó fuerte en las radios chilenas, convertido en uno de los grandes hits de la carrera del grupo, y permite que el grupo siga avanzando en difusión y notoriedad. El grupo realiza dos conciertos de presentación, aparecen en la portada del suplemento Wikén de El Mercurio e incluso en la revista Rolling Stone.
El segundo sencillo «Canción para mañana» continúa el buen posicionamiento de la banda en la escena nacional. El 25 de enero de 2004 Los Bunkers debutan en el Festival del Huaso de Olmué, luego de lo cual se lanzan en una gira nacional por circuitos universitarios. Un tercer sencillo de La Culpa, «La Exiliada del Sur» (versiones de Patricio Manns en una canción coescrita por Violeta Parra) se lanza como el tercer y último sencillo. El sencillo es presentado con una tocata exclusiva con 12 arreglos de la banda para canciones de la folclorista chilena, que sería difundido a través de la radio.
A pesar del buen recibimiento del público y de la crítica (que consideró a La culpa como el mejor álbum de rock chileno de 2003), esta ambiciosa etapa no tuvo los resultados esperados por la banda, lo que los llevaría a enfrentar un momento nebuloso, que llega a poner en duda incluso la continuidad del grupo. Faltaban unos años para que los penquistas tuvieran su recompensa.

### Vida de Perros, el éxito masivo,Singles 2001-2006y la internacionalización (2005-2008)
Luego de una participación en la reunión de los legendarios grupos Inti-Illimani Histórico y Quilapayún en agosto de 2004, de una nueva nominación para los MTV Video Music Awards Latinoamérica, de la aparición del instrumental Carrerón en la banda sonora de la célebre película chilena Machuca, de un cambio de sello (a La Oreja/Bizarro), y un período de crisis del cual salieron muy fortalecidos, Los Bunkers registran su cuarto disco Vida de Perros, que sale al mercado el 8 de septiembre de 2005, al amparo del primer sencillo «Ven Aquí» y de «Llueve Sobre La Ciudad», otro de sus temas más exitosos. Este es su disco mejor vendido a la fecha, por el cual reciben un disco de oro, al superar más de diez mil copias en todo Chile. El disco es también editado en México y Estados Unidos, logrando ventas récord para bandas chilenas en esos países.

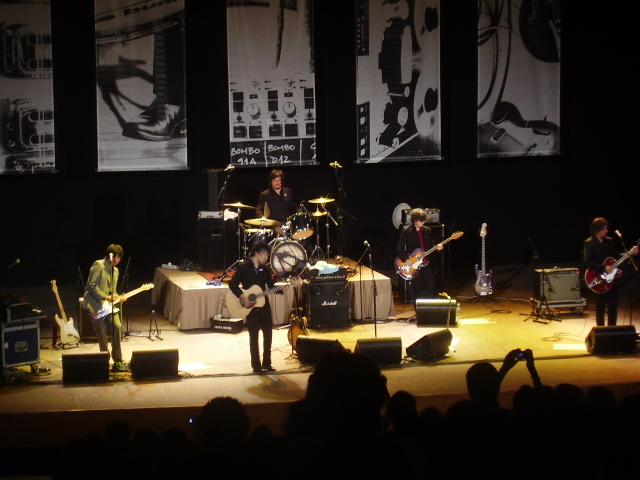
Los Bunkers en el Teatro Regional de Talca el 5 de febrero de 2006.

En el curso de 2006 el grupo recibe el premio Altazor como mejor banda chilena, premio de sus pares. Los dos meses siguientes, el grupo realiza veinte fechas en distintas universidades del país, destaca además la presentación del 12 de marzo en el Velódromo del Estadio Nacional donde abren el show de la banda Oasis. Además, se prepara para su internacionalización definitiva, promocionando el tercer sencillo de Vida de Perros, «Ahora Que No Estás», además de preparar su primer DVD, que finalmente salió editado en noviembre. En mayo se presentan con éxito en el famoso festival Vive Latino de México, el festival de rock más importante de Iberoamérica, siendo su primera presentación en tierras mexicanas. El resto del año lo ocupan en presentaciones en los países de Norteamérica.
2007 comenzó para el grupo con una gira por todo Chile, para la presentación de su DVD. EL 6 de enero se presentaron de forma muy destacada en La Gran Cumbre del Rock Chileno, en la cual compartieron escenario con grupos de la talla de Los Jaivas y Los Tres. El 23 de febrero se presentaron en el Festival de Viña del Mar, recibiendo dos antorchas (de oro y plata) por su actuación, concluida pasadas las tres y media de la madrugada.

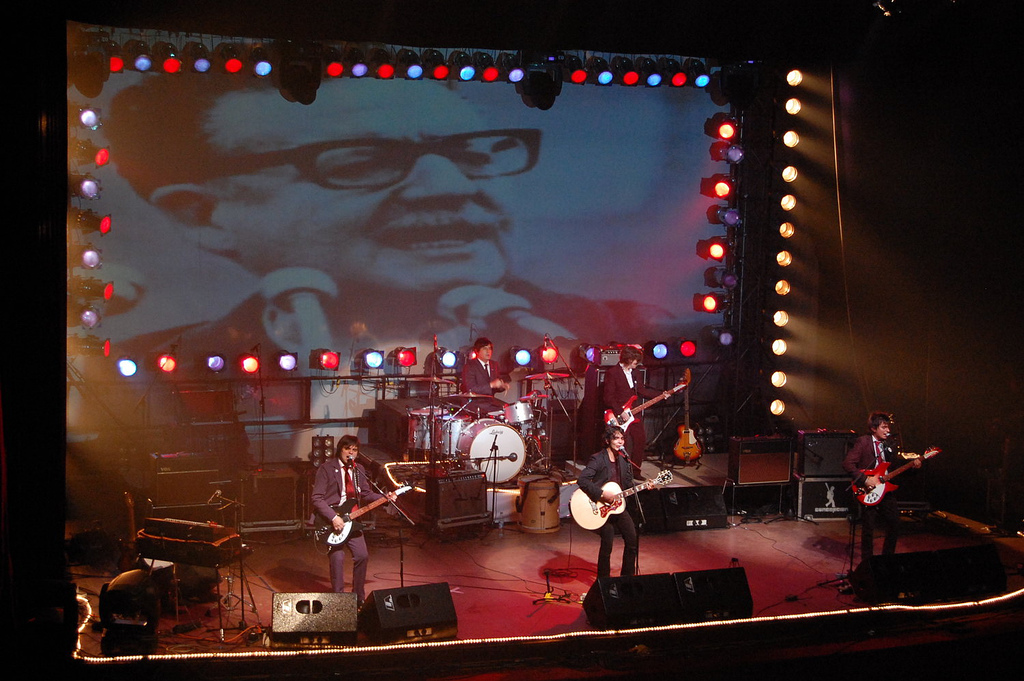
Los Bunkers en el Teatro Universidad de Concepción de su ciudad natal en 2007. De izquierda a derecha, Francisco Durán, Mauricio Basualto, Álvaro López, Gonzalo López y Mauricio Durán.

El 15 de abril se presentan en el Festival Cristal en Vivo, Vive Latino, en su versión chilena, compartiendo escenario con Jorge González, líder de Los Prisioneros, el cual interpretó el tema «Llueve Sobre la Ciudad» junto a los penquistas. Luego Los Bunkers acompañaron a González en la interpretación de algunos de los clásicos de Los Prisioneros.
A comienzos del mes de octubre, se informa del lanzamiento de un disco recopilatorio de los sencillos que hicieron consagrar al grupo, desde 2001 hasta el 2006, como forma de cerrar el contrato con su casa discográfica anterior, Sony/BMG.
El día 12 de octubre de 2007, Los Bunkers se presentan en «Dale Raza» (evento realizado en el Teatro Caupolicán de Santiago, en conmemoración del Día de la Raza). Esta vez, la banda interpretó una nueva canción, que formaría parte de su próximo disco de estudio, llamada «Fiesta». A este evento siguieron importantes presentaciones en diversos sitios de México, Colombia (en el festival de Rock al Parque 2007), Chile y el resto de Hispanoamérica.

### Barrio Estacióny la experimentación (2008-2010)
A principios de 2008 el quinteto sella un acuerdo calificado de «inédito para la historia reciente del rock local», consistente en la firma por cinco álbumes con la multinacional Universal Music, en la categoría de «artista prioritario» y, por aquel mismo alcance, de publicación de sus próximos trabajos en todos los países de Iberoamérica.
El 25 de marzo de 2008, y de manera simultánea en las radios Rock & Pop de Chile y Radio Reactor de México, Los Bunkers lanzan el primer sencillo de su nuevo álbum, dado a llamar Barrio Estación, en referencia al barrio bohemio de la ciudad que los vio nacer, Concepción. La canción, llamada «Deudas», se encuentra desde entonces disponible en el MySpace de la banda. Debido a desavenencias entre el sello y la principal distribuidora de discos de Chile, el álbum se vende de manera exclusiva en el supermercado Líder.
El disco, grabado en sesiones del grupo en Santiago, en medio de sus habituales giras y viajes a México, durante el invierno chileno de 2007, se editó en la segunda semana de junio de 2008. El miércoles 11 de junio publican completo el disco en el Myspace del grupo, y lo anuncian en el último concierto que dieron en el Teatro Caupolicán dos días después, el último antes de su partida a México.
Por su parte, Me muelen a palos (segundo sencillo del álbum) se ubicó en el primer puesto en las preferencias de los auditores (en las radios de México), y en el sexto lugar de los charts del mismo país. Posteriormente, fue lanzado como sencillo «Nada Nuevo Bajo el Sol», que contó con un video con alta rotación en MTV Latino. Durante el verano de 2009, el grupo realiza una serie de presentaciones en Chile, comenzando con una aplaudida actuación en La Cumbre del Rock chileno, en el Club Hípico de Santiago, durante enero. La gira incluyó conciertos en las principales ciudades de Chile, y se cerró con un multitudinario concierto gratuito ofrecido por el grupo en la Plaza de Armas de Santiago el 8 de junio de 2009, al que concurrieron entre diez y quince mil personas, de acuerdo a las diferentes estimaciones existentes. En el concierto se presentó casi la totalidad del álbum Barrio Estación, con músicos invitados en vientos, acordeón (tocado por Camilo Salinas, actual integrante de Inti-Illimani Histórico, en «Una Nube Cuelga Sobre Mí»), teclados adicionales, e incluso un cuarteto de cuerdas para «Fiesta».
Luego del concierto, y de haber postergado un viaje planificado a México por la cancelación de la versión 2009 del Festival Vive Latino, a la que debían asistir, debido al brote de influenza humana registrado en mayo de 2009, el grupo confirmó su presentación en dicho evento, ahora realizado a fines de junio del mismo año. Por su parte, pudieron viajar a Chile para presentar un concierto en Concepción, Suractivo, celebrando el día de la juventud patrocinado por Injuv y compartiendo escenario con De Saloon.

### Música librey la consagración definitiva (2010-2013)
El 1 de abril de 2010, Los Bunkers comenzaron a grabar el que sería su sexto disco de estudio, el cual estuvo lleno de novedades.[cita requerida] La primera es que es su primer álbum de estudio grabado en tierras mexicanas. El productor de la placa es Emmanuel «Meme» del Real, guitarrista, tecladista, cantante y programador de la banda azteca Café Tacvba. Otra novedad, es que contaron con la colaboración (única del proyecto) del cantautor chileno Manuel García, uno de los más aclamados músicos chilenos de los últimos años. Y, la gran sorpresa, es que este álbum está compuesto por entre 10 y 12 covers del destacado trovador cubano Silvio Rodríguez, de quien se declaran «fanáticos desde pequeños». El martes 7 de septiembre de ese año, se presentó simultáneamente en radios chilenas y mexicanas, el primer corte promocional del álbum «Sueño con serpientes».
El 22 de septiembre se da a conocer el nombre de la nueva placa: Música libre, que tiene como fecha de lanzamiento el día 16 de noviembre en México y a fines de noviembre en Chile.[cita requerida] Hasta junio de 2013 Música libre vendió 20 000 copias en Chile, convirtiéndose en el quinto álbum chileno más vendido en formato físico durante el siglo XXI.
El miércoles 24 de noviembre sale simultáneamente en las radios de Chile y México, como segundo corte promocional del álbum, su versión del tema «Quién fuera». En México el disco está disponible desde noviembre y en Chile salió en diciembre de 2010 a través del diario Las Últimas Noticias y en distintas cadenas de supermercados (por los mismos problemas en que su anterior disco, Barrio Estación se vendió de forma parecida), fecha que coincide con su regreso a Chile para emprender una gira por el país. En medio de ello estuvo su presentación en el Festival Cristal en Vivo: El Abrazo 2010 el 11 de diciembre en la elipse del Parque O'Higgins de Santiago. Este festival contempló en una jornada de más de 10 horas, reuniendo a históricos exponentes del Rock argentino con grandes figuras del Rock Chileno, en el cual abrieron el show e invitaron al líder de Babasónicos, Adrián Dárgelos a cantar el tema «Llueve sobre la ciudad». El 30 de diciembre de 2010 dan dos conciertos a tablero vuelto en el teatro Néscafe de las Artes, que comprende el cierre del año 2010 y la primera parte de la gira Música Libre por Chile. Además las dos presentaciones son transmitidas en vivo por el programa Dulce Patria de Radio Cooperativa y grabadas por el canal Vía X para que sean transmitidas y un posible DVD.
El 19 de enero de 2011 fueron confirmados como una de las bandas para el cierre del Festival de Coachella 2011, a realizarse el 17 de abril, convirtiéndose en el primer grupo chileno en tocar en dicho festival californiano. Allí compartirían escenario con artistas como The Strokes, Duran Duran, y PJ Harvey en el día del cierre; y otros como Arcade Fire, Kings of Leon, Interpol, Suede, Brandon Flowers y Scissor Sisters, durante el festival.[cita requerida] Sin embargo, debido a un malentendido de tiempo, la embajada de Estados Unidos no les permitió la visa de trabajo a tiempo para tocar, por lo que Los Bunkers, a cuatro días antes de su presentación en Coachella, debieron cancelar el espectáculo.[cita requerida]
El 27 de enero del mismo año son confirmados en la primera versión de Lollapalooza fuera de Estados Unidos después de 20 años, y que se realizó los días 2 y 3 de abril de 2011 en Chile, actuando el día inaugural en el Parque O'Higgins.
En abril de 2011 nuevamente fueron confirmados en Lollapalooza, pero en la versión anual que se realiza en Chicago, que gracias a su exitosa versión en Chile permitió intercambiar artistas, actuando con sus compatriotas Chico Trujillo y Ana Tijoux y con otros como Foo Fighters, Muse, Coldplay y Arctic Monkeys entre otros.[cita requerida]
El 16 de junio de 2011, se emite por el canal de cable Sony Spin un concierto que ofrecieron para el programa de entrevista musical, Sesiones con Alejando Franco, y el 21 del mismo mes se da a conocer por las pantallas de Televisión Nacional de Chile el videoclip hecho en conjunto con el mismo canal de la canción «Santiago de Chile», que es escogida como tema central de la serie de TVN, Los Archivos del Cardenal.[cita requerida]
Gonzalo López toca guitarra a partir del lanzamiento y gira del álbum Música libre, en las canciones «Quién fuera» y «Santiago de Chile», mientras que Francisco Durán en dichas ocasiones tocó el bajo.
En agosto de 2011 realizan una gira por Estados Unidos dentro de la que destacan la presentación en Lollapalooza en Chicago y en The Roxy Teathre.
Entre agosto y septiembre, emprenden una serie de conciertos de larga duración en teatros de México y Chile, agendando conciertos en el Teatro Metropólitan de la Ciudad de México el 11 de agosto, y luego en Punta Arenas el 27 de agosto, en el Teatro de la Universidad de Concepción el 4 de septiembre y en el Teatro Regional del Maule en Talca el 8 de septiembre celebrando los 10 años como carrera profesional y de su primer disco homónimo Los Bunkers. Una particularidad de estos conciertos es que se vendió una edición limitada en vinilo de Música libre. Dentro de estas presentaciones destaca la del Teatro Caupolicán el 1 de septiembre en el que se presentaron a teatro lleno y tocaron más de 40 canciones, en un show de 3 horas de duración que fue transmitido por Sonar FM en vivo y por el canal Vía X HD completo días después.
El 7 de septiembre son los primeros confirmados y los primeros chilenos para el LIII Festival de Viña del Mar de 2012, siendo nombrados en su cuenta de Twitter por la alcaldesa de Viña, Virginia Reginato.
El 14 de septiembre realizan una sesión acústica en la toma del Liceo de Aplicación para el programa musical de 13C, Son de Calle. Ese mismo día por la noche en el Centro Cultural Amanda, se realiza el preestreno exclusivo del documental de la banda realizado por la radio Sonar FM y dirigido por Pascal Krumm, Los Bunkers: Un documental by Sonar y luego terminaron con una extenuante presentación en el marco de la «Fonda Electrizante» realizado por ese centro cultural.
El 24 de noviembre, en el estado de Monterrey, en México, participaron en el Pa'l Norte Rock Fest.
El 13 de diciembre del mismo año se estrena el documental en el Teatro Nescafé de las Artes en el marco de la octava edición del Festival In-Edit Nescafé 2011, obteniendo el premio al Mejor Documental Nacional. El documental fue subido al sitio oficial de Sonar FM para descarga gratuita y reproducción en línea, y en dos semanas consiguió más de 150 mil descargas. El documental fue exhibido en la versión 2012 del Festival In-Edit en Barcelona.
En enero de 2012 regresan a Chile para llevar a cabo una gira nacional que los llevaría al Festival de Viña del Mar.

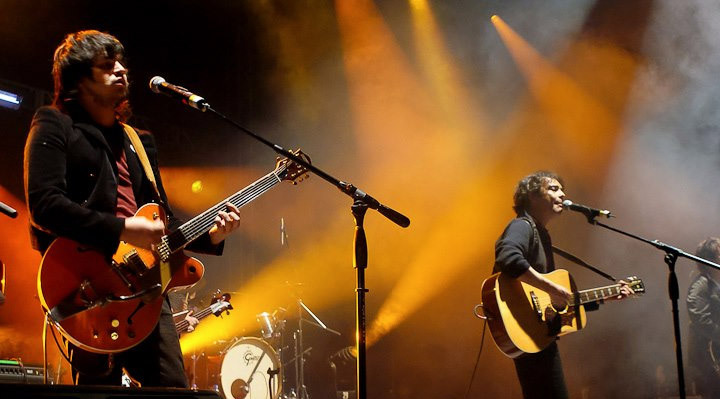
Los Bunkers, en concierto en Ciudad Nezahualcóyotl.

El sábado 25 de febrero, Los Bunkers abren la cuarta noche del LIII Festival Internacional de la Canción de Viña del Mar, con una actuación de 90 minutos, subiendo al entonces jurado del festival, Manuel García a interpretar el tema «Al final de este viaje en la vida», Los Bunkers se llevaron todos los premios posibles y siendo calificados por la prensa que cubre el certamen junto con el público como «Lo mejor del festival 2012» aparte de «hacer una presentación calificada como rock de nivel mundial». Junto con la presentación de Manuel García, marcaron la noche con diversas consignas de tipo social y político, sobre todo cuando interpretaron «Canción para Mañana» en la que en la pantalla de fondo se exhibieron frases como Mientras Ud. ve televisión ¿Sabe qué leyes está aprobando el congreso, El smog son las promesas del gobierno que se hacen humo!, La educación... El negocio donde el cliente no tiene la razón! o Por una patria para todos, respeto al pueblo mapuche.

### La velocidad de la luzy el cansancio (2013-2014)
La velocidad de la luz fue su séptimo álbum de estudio y se lanzó el 14 de mayo de 2013. El 4 de febrero de 2013 se lanzó su primer sencillo, titulado Bailando solo y que corresponde a la primera composición propia de Los Bunkers desde el álbum Barrio Estación, lanzado en 2008. El sencillo fue lanzado en formato de descarga digital, y el 7 del mismo mes llegó a la tienda iTunes. La banda inició una gira internacional denominada La Velocidad de la Luz Tour, que comenzó el 26 de julio en la Ciudad de México.
En agosto de ese año la banda realizó algunas presentaciones nacionales. El día 2 se presentó en el recinto Movistar Arena de Santiago, llenando el recinto, y el día 10 en el centro de eventos SurActivo de Concepción, su ciudad natal, donde fueron nombrados «embajadores culturales» de la ciudad.
En el marco de las Fiestas Patrias la banda decidió volver a Chile a reponer baterías para lo que sería una próxima gira por México. Tuvieron presentaciones puntuales como lo fue el día 17 de septiembre en Maipú, también en el casino Enjoy Santiago, desde el 18 al 21 de septiembre como plato fijo en la Fonda del Uno en Matucana 100 donde se dio el espacio a colaboraciones con la Sonora Palacios y con el músico Zalo Reyes.[cita requerida]
También presentaron el videoclip de su segundo sencillo Si estás pensando mal de mí, grabado en Los Ángeles.

### Receso indefinido ySCL(2014-2019)
Durante la gira de verano "La Velocidad de la Luz Tour" que recorrió alrededor de 20 ciudades y localidades de todo Chile, antes de que el grupo se presentara en San Javier se comenzó a especular que aquella sería la última presentación de la banda penquista, lo que generó desconcierto entre sus seguidores mediante redes sociales, por lo cual la banda mediante su cuenta de Facebook desmintió una separación, pero sí asumieron que se tomarían un receso durante todo el año. Su última presentación se llevaría a cabo el día 27 de marzo en el festival Vive Latino 2014 en México, en el cual sus últimas palabras fueron "Somos Los Bunkers, adiós buenas noches", tras el cual decidieron llevar a cabo su "receso indefinido" que duraría por largos 8 años. Curiosamente, nunca se emitió un comunicado oficial que confirmase su retiro de los escenarios, sino que sólo fue anunciado escuetamente por su representante de entonces, Manuel Lagos.  
Tras la separación de la banda, Mauricio y Francisco Durán decidieron continuar su carrera en México, conformando "Lanza Internacional" (junto a Ricardo Najera) y "Pillanes" (junto a Felipe y Pablo Ilabaca -del grupo Chancho en Piedra- y Pedropiedra). Por otra parte, Álvaro y Gonzalo López decidieron retornar a Chile, creando la nueva banda "LÓPEZ". Gonzalo López también tiene proyectos alternativos como bajista de los grupos "Cigarbox Man" y "Kolumbia". Mauricio Basualto, quien también retornó al país esta "retirado temporalmente" de la actividad musical (su último proyecto fue como baterista de Manuel García y "Cigarbox Man" que abandonó por proyectos familiares). 
En 2016, los Bunkers lanzan su disco en vivo SCL, el cual además de contener los temas de álbumes anteriores, contiene temas en vivo de Barrio Estación, Música Libre y La Velocidad De La Luz, interpretados en las últimas giras de la banda hasta ese entonces.

### Pequeña reunión y nuevo receso (2019-2022)
A fines de 2019, Los Bunkers anuncian su "regreso" a través de un concierto en favor a la problemática social chilena, tras las protestas que se desarrollaban desde octubre. El evento se llevó a cabo en la Plaza Italia de Santiago de Chile, el 13 de diciembre del mismo año, en el cual, el grupo tocó nueve de sus éxitos, entre los cuales destacaron «Ven aquí», «Miño», «Llueve sobre la ciudad», «Bailando solo», entre otros. Tras esto, la banda confirma un nuevo concierto en la Universidad de Concepción para el siguiente día. No obstante, la banda manifestó no tener ninguna intención de volver a hacer una gira y menos a grabar un nuevo disco, por lo que el receso continuó, siguiendo con los proyectos personales de los integrantes del grupo.

### Regreso,Noviembre, "Gira Ven Aqui" y el regreso al festival de Viña (2022-2024)
El 2 de mayo de 2022, Los Bunkers anunciaron un nuevo concierto bajo el nombre de "Ven Aquí" para el 11 de marzo de 2023 en el Estadio Santa Laura. Al vender rápidamente las entradas, la banda suma una nueva fecha para el 12 de marzo. También lanzan en Spotify una lista llamada "Rumbo a Santa Laura", haciendo alusión al estadio donde se realizó su regreso. El 1 de agosto de 2022, Los Bunkers anunciaron un concierto en la ciudad de Concepción, para el 25 de marzo en el Estadio Ester Roa Rebolledo. En octubre de 2022, la banda anunció su regreso a México como parte del Vive Latino 2023, y posteriormente fijó un tour en Monterrey, Guadalajara y Cuernavaca. El 31 de enero de 2023, se anunció una nueva fecha en Chile, el 26 de marzo en el anfiteatro de la Quinta Vergara, en Viña del Mar.La banda vendió solamente en Chile más de 120 mil entradas, convirtiéndose junto con Los Prisioneros en las únicas dos bandas chilenas en convocar más de 100 mil personas a sus conciertos masivos, y en la única capaz de repletar el estadio Ester Roa de Concepción. 
El 23 de febrero del 2023, Los Bunkers sorprendieron con su aparición al cierre de la rutina de Fabrizio Copano en el Festival de Viña del Mar.
El 1 de marzo de 2023, la banda realizó un concierto sorpresa, gratuito y con la prohibición del uso de teléfonos móviles en la discotheque Blondie, en medio de la antesala de su regreso. Las 500 entradas se dispusieron el mismo día de forma virtual, agotándose en cuestión de minutos. La fanaticada respetó la solicitud de la banda, lo que sorprendió en las redes sociales.
El 11 de marzo, a mitad de su show en el Estadio Santa Laura, Los Bunkers estrenaron Rey, su primera canción original después de 10 años. Además de su interpretación en vivo se proyectó el videoclip del sencillo por las pantallas del escenario, y se realizó simultáneamente su publicación en plataformas digitales, siendo estrenado esa misma noche por Radio ADN con la presentación de Juan Carlos Bodoque (Álvaro Díaz) y el Señor Manguera (Fernando Solís) de 31 minutos. Posteriormente, el 28 de abril, la banda estrena Bajo los árboles, segundo sencillo después de su regreso. El 1 de junio estrenan un tercer sencillo titulado Calles de Talcahuano, canción folclórica que cuenta con la participación de Roberto Márquez de Illapu. El 10 de agosto hacen el lanzamiento de Infiel, cuarto sencillo.
El 25 de agosto la banda anunció un concierto en el Estadio Nacional para el sábado 27 de abril de 2024. La venta de entradas comenzó el 5 de septiembre y ese mismo día anunciaron un segundo concierto en el Nacional para el 28 de abril.
El 16 de octubre, se anunció Noviembre, el primer disco de la banda en 10 años, junto a su listado de canciones, incluyendo todos los sencillos previamente lanzados.Noviembre fue lanzado el 1 de noviembre, junto a un videoclip para la canción que le da título al álbum.
El 1 de febrero de 2024, Mauricio Basualto en medio de un concierto, sufrió un "cuadro hipertensivo con antecedentes cardiacos" según las redes sociales de la banda, llevando a la cancelación del show que tenían planeado al día siguiente en Coquimbo y a la implementación de la cantante y baterista chilena Cancamusa como baterista temporal de la banda.
El 29 febrero se presentaron en la 63° edición del Festival internacional de la canción de Viña del Mar.

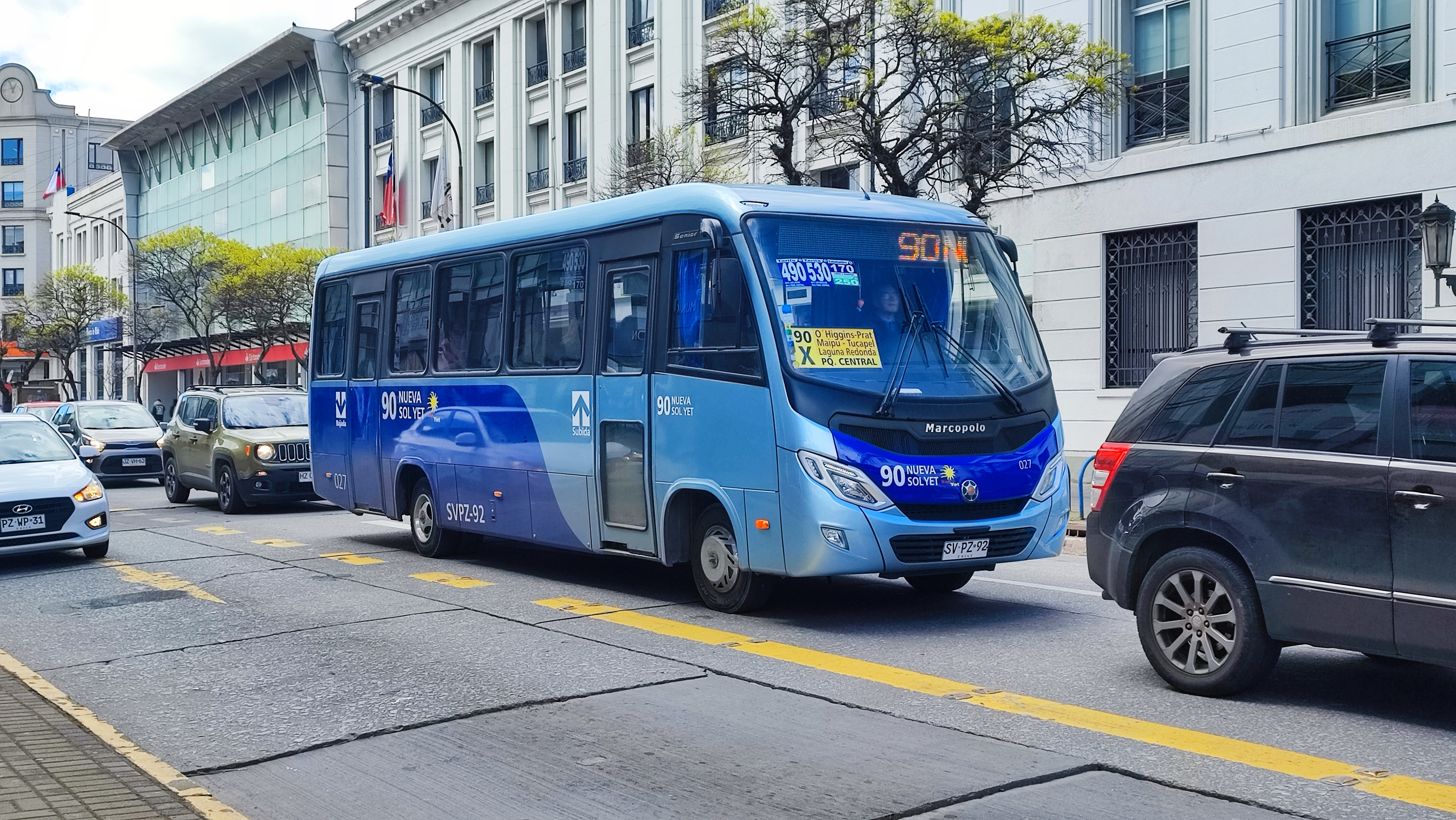
Foto incorporada a la gráfica que acompaño el anuncio realizado por Los Bunkers de su presentación en Festival REC 2024, que corresponde a un autobús del Perímetro de Exclusión del Gran Concepción.

El 19 de marzo de 2024, y a tan solo cuatro días de comenzar la edición 2024 del Festival REC en Concepción, Los Bunkers junto a la producción de dicho festival anunciaron que serán parte del mismo, luego de que la banda Divididos anunciara que no podrá presentarse. El anuncio se hizo a las 16:00 horas (UTC -3, hora de verano en Chile) de ese mismo día, en diversas redes sociales por parte de la producción de REC, bajo la frase "Bienvenidos a su casa" en referencia a los orígenes penquistas de la banda. La presentación cerro el primer día del festival, el sábado 23 de marzo.
El 27 y 28 de abril, se llevaron a cabo los conciertos en el Estadio Nacional, tocando para un público de más de 100 mil personas entre ambas noches, finalizando la gira por Chile y dando inicio a la gira internacional.

### Salida de Mauricio Basualto, MTV Unplugged y Gira Acústica 2025 (2024-presente)
El 22 de julio de 2024, las redes sociales de la banda anuncian la salida definitiva de Mauricio Basualto, tras 24 años como miembro oficial de la banda, debido a problemas de salud que sufría desde febrero,confirmando a Cancamusa como baterista en la gira internacional.
Tras finalizar la gira internacional de la gira "Ven Aquí" en México, el 8 de agosto del 2024, Los Bunkers anunciaron la grabación de su propio MTV Unplugged con Cancamusa como percusionista del álbum,añadiéndose a Los Tres y a La Ley como las únicas bandas chilenas en hacer este disco de concepto acústico. La grabación del concierto se llevó a cabo el 9 de octubre del 2024 en los estudios del canal Chilevisión, bajo la dirección del cineasta chileno Pablo Larraín y también con la producción musical y participación de Emmanuel "Meme" Del Real de Café Tacvba y con la participación de Mon Laferte para dos canciones dentro del concierto.
El 25 de octubre del 2024 se anunció que el concierto grabado sería estrenado en todos los cines de Chile,teniendo su avant premiere el 10 de diciembre del mismo año en el Cinépolis de La Reina con una alfombra azul, dos días más tarde, el 12 de diciembre, se dio estreno al concierto en todos los cines de Chile y en Cinépolis México, alcanzando la importante suma de más de seis mil espectadores tan solo en su primer día en Chile, superando la cifra de algunos conciertos grabados estrenados en cines nacionales como los de Metallica, Coldplay y Depeche Mode. Días más tarde se anunció la emisión del concierto en televisión nacional, siendo emitido el 19 de diciembre en Chilevisión y en MTV y al día siguiente, el 20 de diciembre, se publicó el concierto de forma oficial en todas las plataformas musicales.

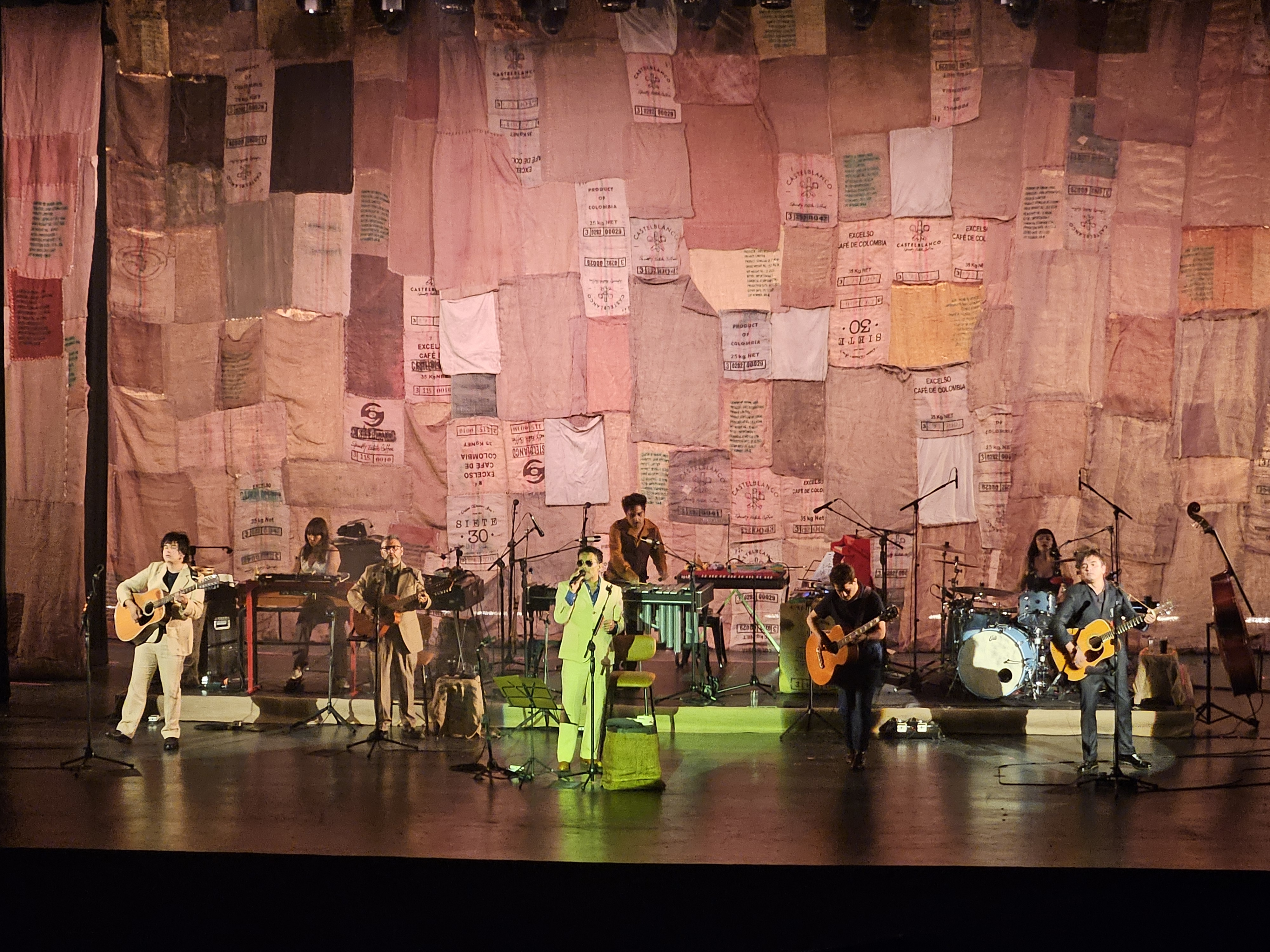
Los Bunkers presentándose en el Teatro Municipal de Viña del Mar en 2025, como parte de su gira acústica.

El 29 de noviembre del 2024, Los Bunkers anunciaron una nueva gira masiva de carácter acústico, incluyendo el tracklist del MTV Unplugged y algunas canciones no incluidas en este último, con 58 fechas a lo largo de todo Chile y 9 fechas en territorio mexicano, dando comienzo a esta gira el 6 de febrero del 2025 en Viña Del Mar con una participación total de hasta 14 músicos y culminando con dos conciertos en el Movistar Arena para los días 7 y 8 de noviembre de 2025.

## Estilo musical e influencias

### Influencias
Las principales influencias en la música de Los Bunkers fueron los artistas ingleses del rock clásico y los cantautores folclóricos de la nueva canción chilena. En particular se inspiraron en las bandas del movimiento mod y la «invasión británica» de los sesenta, entre ellas The Rolling Stones, The Who, The Zombies, The Kinks y, principalmente, The Beatles. Otros artistas que Los Bunkers mencionaron como influencia son Cream, David Bowie, T. Rex, Sex Pistols y Joy Division.
De igual forma, su sonido incluye varias influencias de músicos chilenos como Los Tres, Santos Dumont, Inti-Illimani, Violeta Parra y Víctor Jara.

### Estilo musical
La música de Los Bunkers es usualmente descrita como rock alternativo y pop rock. Aunque se le atribuyen diversas influencias a sus diferentes trabajos. Su álbum Vida de perros (2005), es descrito como indie rock, «rock bailable» o garage rock de tipo Franz Ferdinand o The Strokes.

## Legado
Manuel García citó a Los Bunkers como una importante figura referencial desde que empezó a componer sus primeras canciones como solista. Cristóbal Briceño (Ases Falsos) también reconoció que cuando era joven iba a verlos en vivo. Francisca Valenzuela, Emmanuel del Real (Café Tacvba) y Andrea Echeverri (Aterciopelados) también han mostrado su admiración a la banda.

## Miembros
| Miembros actuales - Álvaro López – voz, guitarra (1999-2014; 2019; 2022-presente) - Mauricio Durán – guitarra, voz (1999-2014; 2019; 2022-presente) - Francisco Durán – guitarra, teclados, voz (1999-2014; 2019; 2022-presente) - Gonzalo López – bajo (1999-2014; 2019; 2022-presente) | Miembros anteriores - Mauricio Basualto – batería (1999; 2000-2014; 2019; 2022-2024) - Manuel Lagos – batería (1999) Miembros de gira - Manuel Basualto – batería (2004) - Cancamusa – batería (2024-presente) - Martín Benavides – theremín, vibráfono (2025-presente) - Carmen Ruiz – teclados, acordeón, voz (2025-presente) |

## Discografía
Álbumes de estudio
- 2001: Los Bunkers
- 2002: Canción de lejos
- 2003: La culpa
- 2005: Vida de perros
- 2008: Barrio Estación
- 2010: Música libre
- 2013: La velocidad de la luz
- 2023: Noviembre

## Giras musicales
Principales
- 2004-2005: La Culpa Tour
- 2006-2007: Gira de Perros
- 2008-2009: Barrio Estación Tour
- 2010-2012: Música Libre Tour
- 2013-2014: La Velocidad de la Luz Tour
- 2023-2024: Ven Aquí
- 2025: Gira Acústica